# Albrecht Pripp
Albrecht Pripp, född 3 augusti 1783 i Landskrona, död 11 september 1853 i Stockholm, var en svensk apotekare.
Albrecht Pripp var son till handlaren Hans Berendt Pripp. Han blev apotekselev 1798 och avlade provisorsexamen 1812. Pripp innehade från 1816 apoteket Enhörningen i Stockholm. Vid köpte av detsamma fick han av Collegium medicum dispens från apotekarexamen. Tillsammans med apotekare N. W. Lychou anlade han Mosebacke brunnsinrättning i Stockholm. Pripp var en betrodd apotekare, och tillhörde bland annat Apotekarsocietetens direktion 1816–1851 (varav 1816–1821 som sekreterare och 1821–1851 som kassaföreståndare). Han erhöll assessors namn redan 1819, invaldes 1824 i Svenska läkaresällskapet och blev ledamot av statliga kommittén för nytt apotekarreglemente och ny medicinaltaxa 1832 samt ledamot av kommittén för 6:e upplagan av Pharmacopoea Sueciaca 1839. 1846–1853 var han ledamot av styrelsen för Farmaceutiska institutet.